# Cacoal
Cacoal là một đô thị thuộc bang Rondônia, Brasil. Đô thị này có diện tích 3793 km², dân số năm 2007 là 76155 người, mật độ 20,08 người/km².